# F.G.M. Stegers
Franz Georg Maria Stegers (* 1950 in Hagen) ist ein deutscher Schauspieler, Hörspiel- und Synchronsprecher, mit über 1100 Sprechrollen, davon über 520 Synchronrollen.

## Leben
Stegers wurde 1950 in Hagen im Sauerland geboren. Nach seiner Schulzeit studierte er zunächst von 1968 bis 1971 Medizin mit Physikum und Famulatur in Gent, Münster und Bochum. Im Anschluss studierte er von 1971 bis 1975 Schauspiel an der Max-Reinhardt-Schule für Schauspiel in Berlin – heute Teil der Universität der Künste Berlin. Gesangsunterricht nahm er unter anderem bei Professor Erwin Dobler.
Ab 1971 spielte er auf zahlreichen Bühnen, so am Staatstheater Kassel, am Theater am Dom in Köln, am Schauspielhaus Bochum, am Hansa-Theater in Berlin, an der Freien Volksbühne Berlin und am Westfälischen Landestheater (WLT).
Sein Debüt im Film hatte er 1974 in Rudolf Thomes Made in Germany und USA. Es folgten bis 1995 einige Fernsehfilme. 2003 und 2006 war Stegers auch in der Fernsehserie Unser Charly zu sehen. Als Schauspieler und Sprecher war er unter anderem für die ARD, das ZDF und Arte tätig, wo er in Dokumentationen und Kurzfilmen zu sehen bzw. zu hören war. So war er von 1984 bis 1985 in dem Lehrformat Handwerkliche Kleinbetriebe zu sehen und 2008 im Kurzfilm Der Vertreter, in dem er Jesus verkörperte.
Er hatte auch Auftritte in Imagefilmen und Abschlussarbeiten, beispielsweise von 1997 bis 2003 in zwölf Filmen der Bundesversicherungsanstalt für Angestellte, 1999 in dem Kurzfilm Will You Still Need Me? und 2008 in den Kurzfilm Tanh Minh, in dem er einen Journalisten spielte. Daneben nimmt er als Sprecher Hörbücher auf und ist als Hörspielsprecher und in der Werbung tätig, teilweise als Georg Stegers. 2011 hatte er einen Auftritt in einem Musikvideo der Band Wir sind Helden unter der Regie von Micky Suelzer. 2016 war er in der Internet-Produktion Das Versprechen zu sehen.
Als Synchronsprecher lieh er zahlreichen ausländischen Schauspielern seine Stimme. Er war unter anderem Synchronstimme von Blake Clark, John Deignan, Sherman Hemsley, John Sarage und Jim Cody Williams. Stegers lebt in Berlin und ist Mitglied des Bundesverbands Schauspiel (BFFS) und der Genossenschaft Deutscher Bühnen-Angehöriger (GDBA).

## Filmografie (Auswahl)
- 1974: Made in Germany und USA
- 1978: Die Freiheiten der Langeweile (Fernsehfilm)
- 1982: Direktion City (Fernsehserie)
- 1984: Josef Süß Oppenheimer (auch: Der Fall Oppenheimer; Fernsehfilm)
- 1994–1995: Gute Zeiten, schlechte Zeiten (Fernsehserie)
- 1995: Mr. Ivner’s Day Off (Fernsehfilm)
- 2001: Streit um drei (Fernsehserie)
- 2003, 2006: Unser Charly (Fernsehserie)

## Hörspiele (Auswahl)
- 1977: Thomas Brasch: Robert, Ich, Fastnacht und die anderen (Vorlage:Vor den Vätern sterben die Söhne) (Robert) – Regie: Jörg Jannings (Hörspielbearbeitung – RIAS Berlin/NDR/SDR)
  - Auszeichnung: Hörspiel des Monats Oktober 1977
- 1978: Archibald MacLeish: Die große amerikanische Parade zum vierten Juli – Übersetzung, Bearbeitung und Regie: Heinz von Cramer (Original-Hörspiel – RIAS Berlin)
- 1978: Wolfgang Röhrer: Ein Kaufhaus neuen Stils (Yimmi) – Regie: Rainer Clute (Hörspiel – RIAS Berlin/BR)
- 1978: Jacques Futrelle: Professor van Dusen ermittelt (1. Folge: Eine Unze Radium) (Labordiener) – Regie: Dietrich Auerbach (Kriminalhörspiel, Hörspielbearbeitung – RIAS Berlin)
- 1979: Gert Friedrich Jonke: Hörfunkenflug – Regie: Heinz von Cramer (Hörspiel – WDR)
- 1979: Hans Günter Michelsen: Alltag (Arbeitsloser) – Regie: Götz Naleppa (Hörspielbearbeitung – RIAS Berlin)
- 1981: Heinz von Cramer: Ketzer-Chronik (2 Folgen) – Komposition und Regie: Heinz von Cramer (Hörspiel – SFB/BR/HR)
  - Auszeichnung: Hörspiel des Monats April 1981
- 1981: Nazim Hikmet: Personenzug Haydarpasa-Eskkisehir (Vorlage: Menschenlandschaften) – Bearbeitung und Regie: Heinz von Cramer (Hörspielbearbeitung – SDR/RIAS Berlin)
- 1982: Alexander Afinogenow: Dnipestran – Bearbeitung, Komposition und Regie: Heinz von Cramer (Originalhörspiel – SR/SFB)
- 1982: Alejo Carpentier: Lateinamerika: Mythos und Wirklichkeit: Die verlorenen Spuren. Tagebuch einer Expedition zum Ursprung der Musik (2 Teile) – Bearbeitung, Komposition und Regie: Heinz von Cramer (Hörspielbearbeitung – WDR)
  - Auszeichnung: Hörspiel des Monats Mai 1982
- 2007: Philip Stegers, Benjamin Quabeck: Voodoo Child  (Wachtmeister Teuffel) – Regie: Benjamin Quabeck, Philip Stegers (Originalhörspiel – WDR)

Quelle: ARD-Hörspieldatenbank (als Franz Georg Stegers)

## Theater (Auswahl)
- 1971: Gombrowicz’ Operette (Schauspielhaus Bochum)
- 1974–1975: Der Diener zweier Herren (Komödie, Berlin)
- 1975: Equus (Volksbühne, Berlin)
- 1975: Kasimir und Karoline (Landestheater am Niederrhein)
- 1975: Tom Sawyers Abenteuer (Naturbühne Ratingen)
- 1975: Was kam denn da ins Haus Amphitheater Xanten
- 1976: Die kleine Hexe (Landestheater am Niederrhein)
- 1976: Kiss Me Kate (Landestheater am Niederrhein)
- 1976: Mutter Courage (Landestheater am Niederrhein)
- 1976: Das Untier von Samarkand (Landestheater am Niederrhein)
- 1976: Die Florentinerin (Landestheater am Niederrhein)
- 1977: Mutter Courage (Goethe-Institut, Amsterdam)
- 1977: Kubinke (Berlin)
- 1978: Jedem das Seine (Theater am Dom, Köln)
- 1978: Ein toller Einfall (Hansa-Theater, Berlin)
- 1978: Der Mann ohne Kopf (Westfälisches Landestheater, Castrop-Rauxel)
- 1979: Der Rabe (Kaboodle, London)
- 1979: Der Rabe (Theater in der Garage, Erlangen)
- 1980: Pinocchio (Staatsoper Kassel)
- 1981: Die Chefin (Kleines Theater im Park, Bad Godesberg)
- 1982: Dornröschen (Landestheater Neuwied)
- 1988: Drei Bären (Ostwürttembergisches Landestheater)
- 1989: Mandragola (Schlossfestspiele Ellwangen)
- 1990: Fräulein Julie (Ostwürttembergisches Landestheater)

## Auszeichnungen
- 1977: Hörspielpreis für „Robert, Fastnacht, ich und die anderen“
- 1980: Goldmedaille der Accademia Italia delle Arte e delle Lavoro
- 2015: Goldene Ehrennadel der Bühnengenossenschaft